# Fucus serratus
Espèce

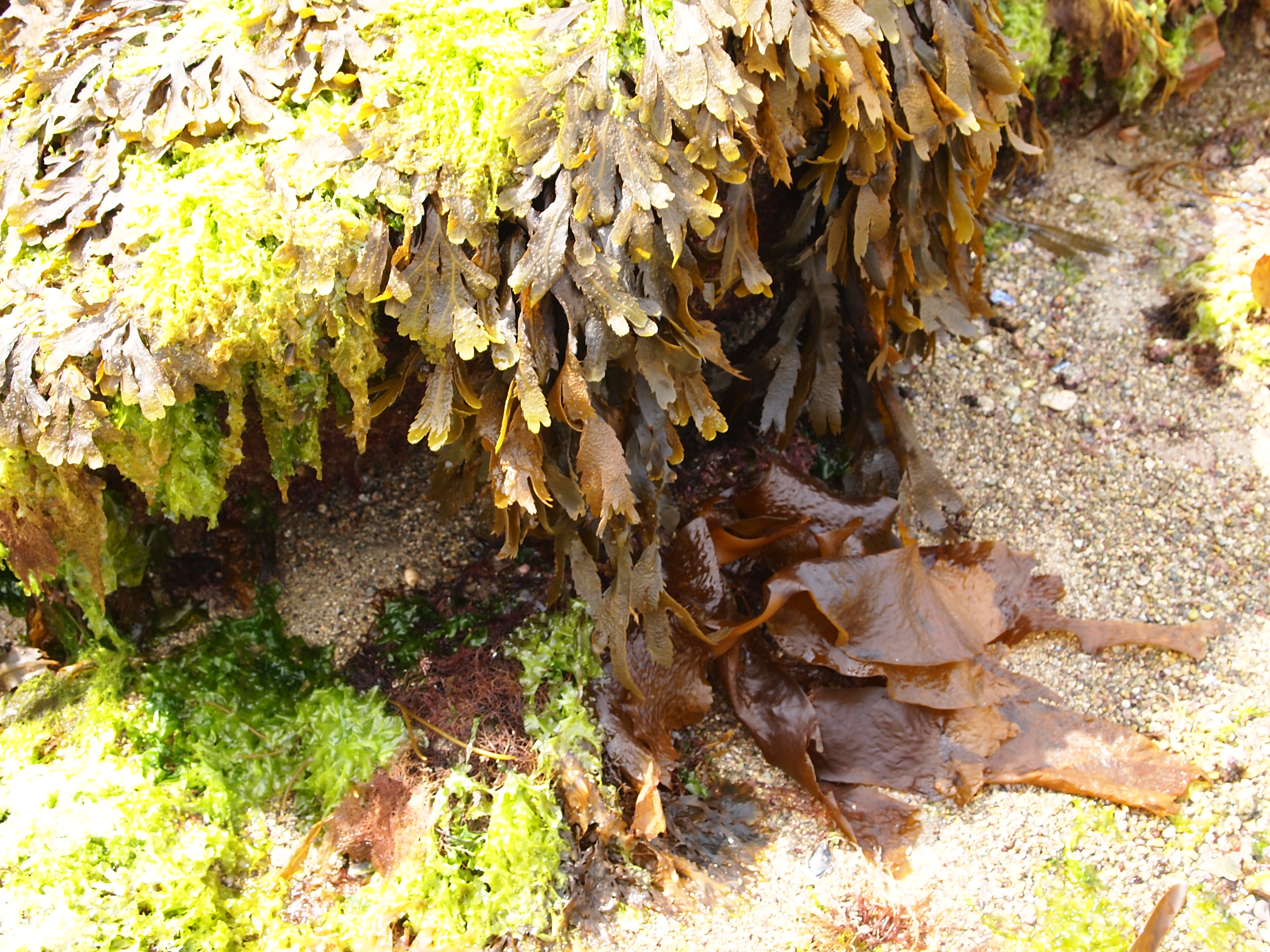
Pied mâle reconnaissable à maturité aux organes reproducteurs jaune-orange (vert-olive chez le pied femelle).

Fucus serratus, appelé aussi Fucus ou Varech dentelé est une espèce d'algues brunes de la famille des Fucaceae.

## Description morphologique
Ce fucus de couleur vert noirâtre ou brun-vert possède des frondes divisées, aux bords dentés. Cette algue mesure en général entre 40 et 70 cm de long. Les organes reproducteurs de l'algue sont situés au bout des frondes.

## Répartition et habitat
Cette algue se trouve sur les substrats rocheux, au niveau de l'étage médiolittoral, généralement à profondeur moindre que les Laminaires mais plus importante que Fucus vesiculosus. Elle pousse généralement en colonie assez denses. Elle émerge à marée basse. On observe dans les cuvettes, vers la mi-marée, une remontée de cette espèce qui, normalement, est repoussée au niveau des basses mers.
En Europe, elle pousse dans l'Atlantique Nord, la Manche, la mer du Nord et la mer Baltique (où elle occupe un niveau un peu plus profond qu'ailleurs).